# Chiasmocleis shudikarensis
Chiasmocleis shudikarensis és una espècie de granota que viu al Brasil, la Guaiana Francesa, Surinam, Guyana i, possiblement també, al Perú.
Està amenaçada d'extinció per la pèrdua del seu hàbitat natural.